# Kreola
Kreola è un film del 1993 diretto da Antonio Bonifacio.

## Trama
Raggiunto il marito Andy, inviato per un servizio fotografico a Santo Domingo, Kreola seppur innamorata di lui, finisce per avere una relazione con Leon, rude pescatore locale: ne nasce una torbida relazione, ma dal lieto epilogo.